# Neusath
Neusath ist ein Ortsteil der Stadt Nabburg im Oberpfälzer Landkreis Schwandorf (Bayern).

## Geografie
Neusath liegt ungefähr 3,5 Kilometer nördlich der Staatsstraße 2156, etwa 4 Kilometer nordöstlich der Bundesautobahn 93 und ungefähr 5 Kilometer nordöstlich von Nabburg am Ufer des Richtmühlbachs, der etwa 2 Kilometer östlich von Neusath am Nordwesthang des 567 Meter hohen Häuslberges bei Tauchersdorf entspringt und ungefähr 4 Kilometer weiter südwestlich in den Kurmhofbach mündet, der nach einem weiteren Kilometer bei Perschen in die Naab mündet.

## Geschichte

### Anfänge bis 16. Jahrhundert
Erstmals wird Neusath (auch: Neysan) 1344 als Besitz Konrad des Murachers erwähnt.
Neusath wird im Salbuch von 1473/75 schriftlich erwähnt.
1488 befand sich Neusath im Besitz des Otto von Murach.
Neusath war freieigenes Gut aber zunächst ohne Obere und Niedere Gerichtsbarkeit, die ganz und gar bei dem jeweiligen Pfalzgrafen lag, was öfters zu Konflikten und Beschwerden führte.
1568 verkaufte Albrecht von Murach der Ältere, der Erbschenk in Niederbayern war, Neusath an den kaiserlichen Proviantmeister Paul Spieß und dessen Ehefrau Elisabeth, geborene Pülger.
Dieser wurde Ende 1568 von Pfalzgraf Ludwig als Landsasse anerkannt.
Erst 1579 erhielt er durch das Privileg Kurfürst Ludwigs VI. auch die Niedergerichtsbarkeit auf Neusath.
Paul Spieß starb Ende des Jahrhunderts und seine Witwe Elisabeth bemühte sich Neusath zu verkaufen.

### 17. Jahrhundert
Der Versuch, Neusath für 7000 Gulden an den Kurfürsten zu verkaufen scheiterte.
Die Stadt Nabburg war am Ankauf von Neusath interessiert, jedoch lehnte Pfalzgraf Friedrich im Jahr 1603 die Genehmigung des Kaufs ab, da er befürchtete, dass sich dadurch die Ritterdienste verringern würden.
Schließlich wurde Neusath 1605 an Ludwig von Scharffenberg verkauft.
1606 wurde Neusath im Türkensteueranlagsbuch des Amtes Nabburg mit 5 Höfen, zwei Gütern, 28 Ochsen, 29 Kühen, 18 Rindern, 4 Schweinen, 17 Frischlingen und 217 Schafen aufgeführt.
Durch den Dreißigjährigen Krieg und die damit verbundenen Einquartierungen, Plünderungen und die Pest wurde dieser Besitz fast völlig vernichtet, die Gebäude zerstört und die Bevölkerung vertrieben und ausgerottet.
1635 meldete Ludwig von Scharffenberg nach Amberg, dass von der Bevölkerung Neusaths nur noch 2 Frauen übriggeblieben seien.
Er selbst war nach Sulzbach emigriert, da er bei der Rekatholisierung nicht katholisch werden wollte.
Als Verwalter von Neusath hatte er Hans Wilhelm Distl bestellt.
Durch die schlechte Wirtschaftslage konnte Scharffenberg Neusath nicht verkaufen.
Seine zahlreichen Bittgesuche, sein Gut besuchen zu dürfen, wurden von Kurfürst Maximilian abgelehnt.
Nach seinem Tode 1641 erreichte seine greise Witwe Sabina von Scharffenberg 1642 schließlich die Genehmigung, sich auf Neusath aufhalten zu dürfen.
Nach ihrem Tod erbte die Nichte Ludwigs von Scharffenbergs, Maria Elisabeth Fuchs von Lemnitz, 1649 Neusath.
Sie starb noch im gleichen Jahr kinderlos und die Gutsherrschaft fiel an ihre Schwester Maria Ursula Fuchs, die 1652 Christoph Meichsner von Allkofen aus Chammünster heiratete.

### 18. Jahrhundert bis Gegenwart
Im 18. Jahrhundert hatte Neusath 8 Anwesen, 19 Häuser, 19 Feuerstätten, das herrschaftliche Schloss, das Hofgebäude, das Bräuhaus, das Hirtenhaus, 3 hausgesessene Amtsuntertanen, 3 Inwohner, einen Schneider.
Die Nachkommen von Maria Ursula Fuchs und Christoph Meichsner von Allkofen hatten in den folgenden Jahrzehnten die Gutsherrschaft auf Neusath inne: Wolf Christoph Ludwig Meichsner (bis 1735), Christoph Adam Bernhard von Meichsner (bis 1771), Maria Rosa von Meichsner (ab 1774).
Maria Rosa heiratete 1775 den kurbayerischen Oberstleutnant à la suite, Karl Baron von Riedl, der damit Besitzer von Neusath wurde.
Er (1813) und sein Erbe Karl Franz Freiherr von Lichtenstein (1817) bemühten sich um die Umwandlung des Patrimonialgerichts Neusath in ein Ortsgericht und erreichten dies 1817.
Das so entstandene Ortsgericht Neusath bestand aus 55 Familien und dem Steuerdistrikt Perschen mit Neusath, Perschen, Namsenbach, Haselhof und Richtmühle.
Nach Auflösung der Ortsgerichte 1818 erlangte Freiherr von Lichtenstein 1821 die landesherrliche Genehmigung zur Bildung eines Patrimonialgerichtes II. Klasse auf Neusath.
Anfang des 19. Jahrhunderts wurde zum Zweck der Steuererhebung das Land vermessen, der Besitz wurde erfasst, Kataster wurden hergestellt.
Es begannen sich in Bayern Gemeinden herauszubilden.
1811 gab es im Landgericht Nabburg 58 Steuerdistrikte, einer davon war Perschen.
Zum Steuerdistrikt Perschen gehörten außer Perschen selbst Neusath, Namsenbach, Haselhof und Richtmühle.
Außerdem gehörte Neusath zur Obmannschaft Tauchersdorf.
1842 wurde die Landgemeinde Neusath mit 25 Hofgebäuden, 35 Familien und 190 Einwohnern aufgeführt.
1848 erlosch die standesherrliche Gerichtsbarkeit in Bayern und die Jurisdiktionsrechte fielen an den Staat.
Zum Stichtag 23. März 1913 (Osterfest) gehörte Neusath zur Pfarrei Nabburg, Filialkirche Perschen. Es hatte 29 Häuser und 141 Einwohner.
1964 hatte Neusath 31 Wohngebäude und 145 Einwohner und gehörte zur Landgemeinde Diendorf und zum Landkreis Nabburg.
Zum 1. Juli 1972 wurde der Landkreis Nabburg aufgelöst und Neusath gelangte als Teil der Gemeinde Diendorf in den neu gebildeten Landkreis Schwandorf.
Am 1. Januar 1975 wurde Neusath als Teil der Gemeinde Diendorf in die Stadt Nabburg eingegliedert.
Am 31. Dezember 1990 hatte Neusath 205 Einwohner und gehörte zur Pfarrei Nabburg.

## Kultur und Sehenswürdigkeiten

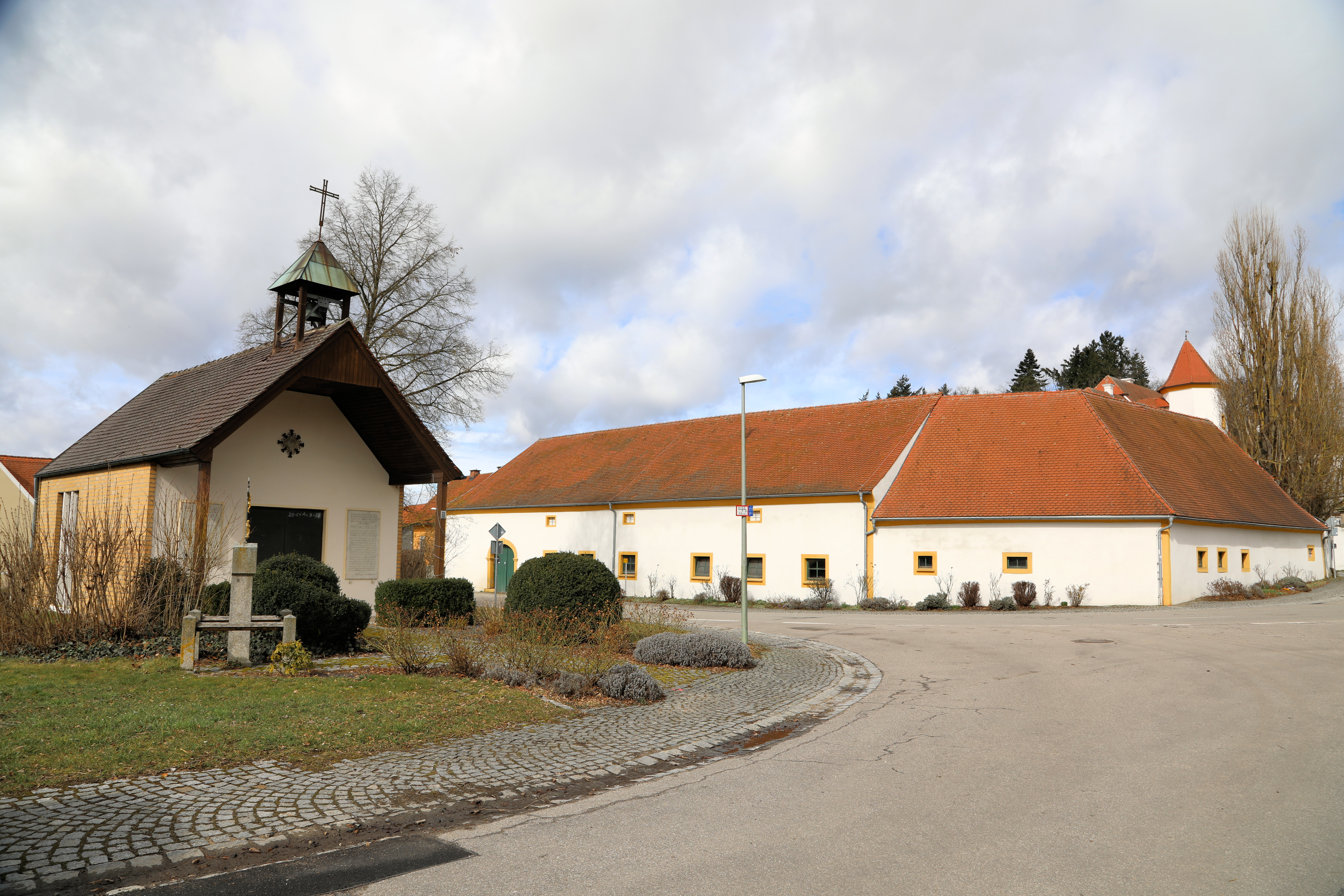
Ortsdurchfahrt
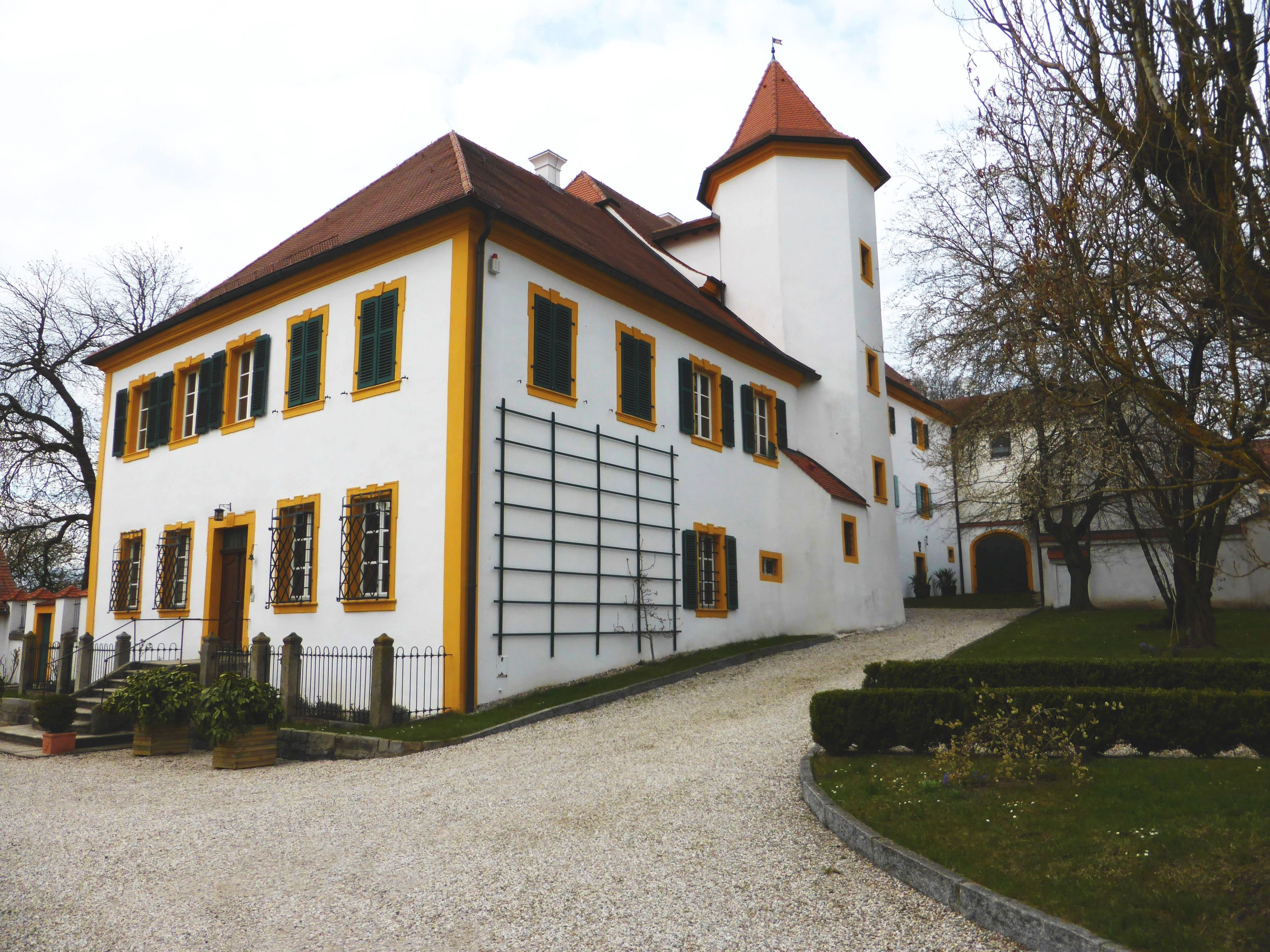
Schloss Neusath
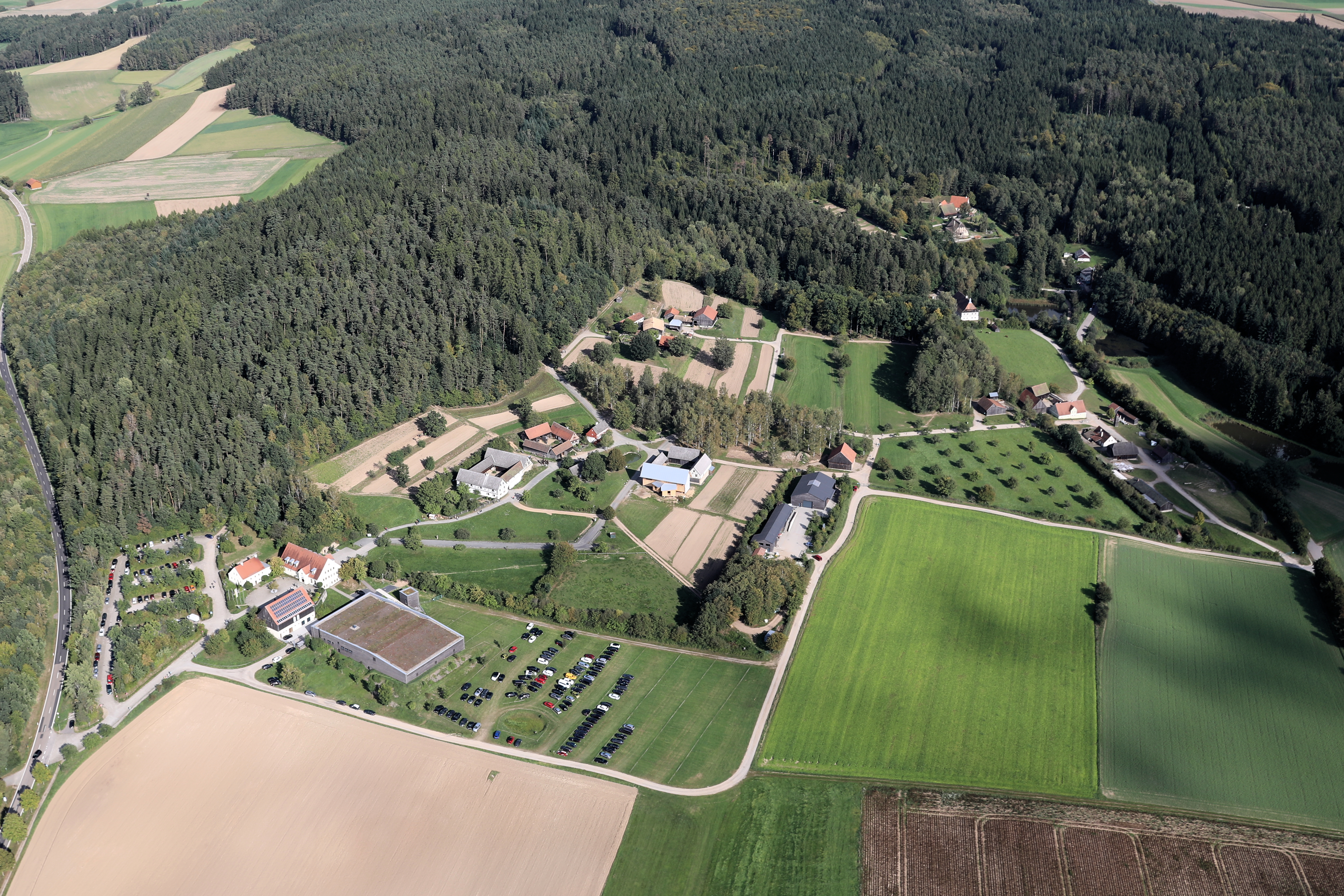
Freilandmuseum Oberpfalz
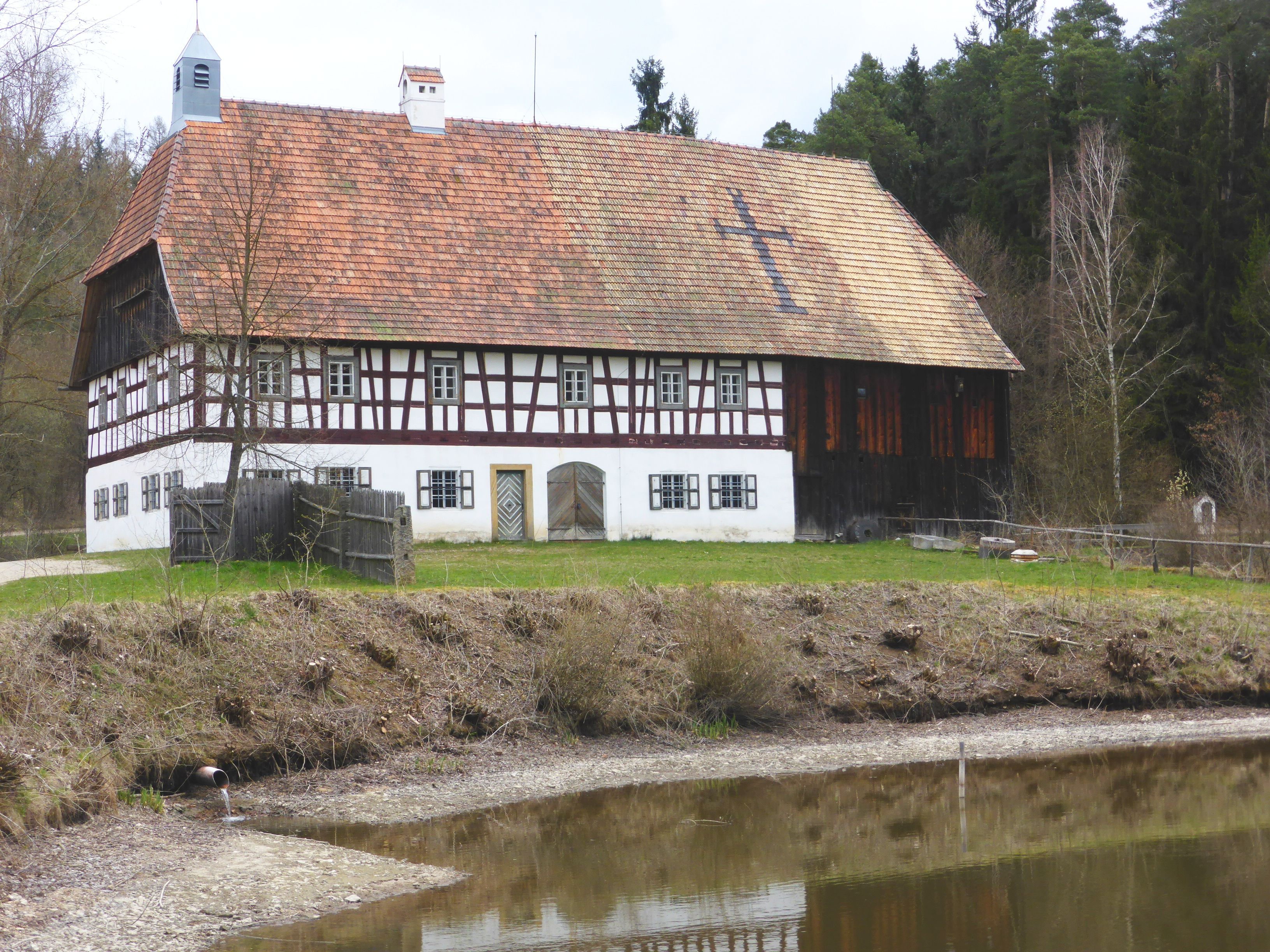
Rauberweihermühle
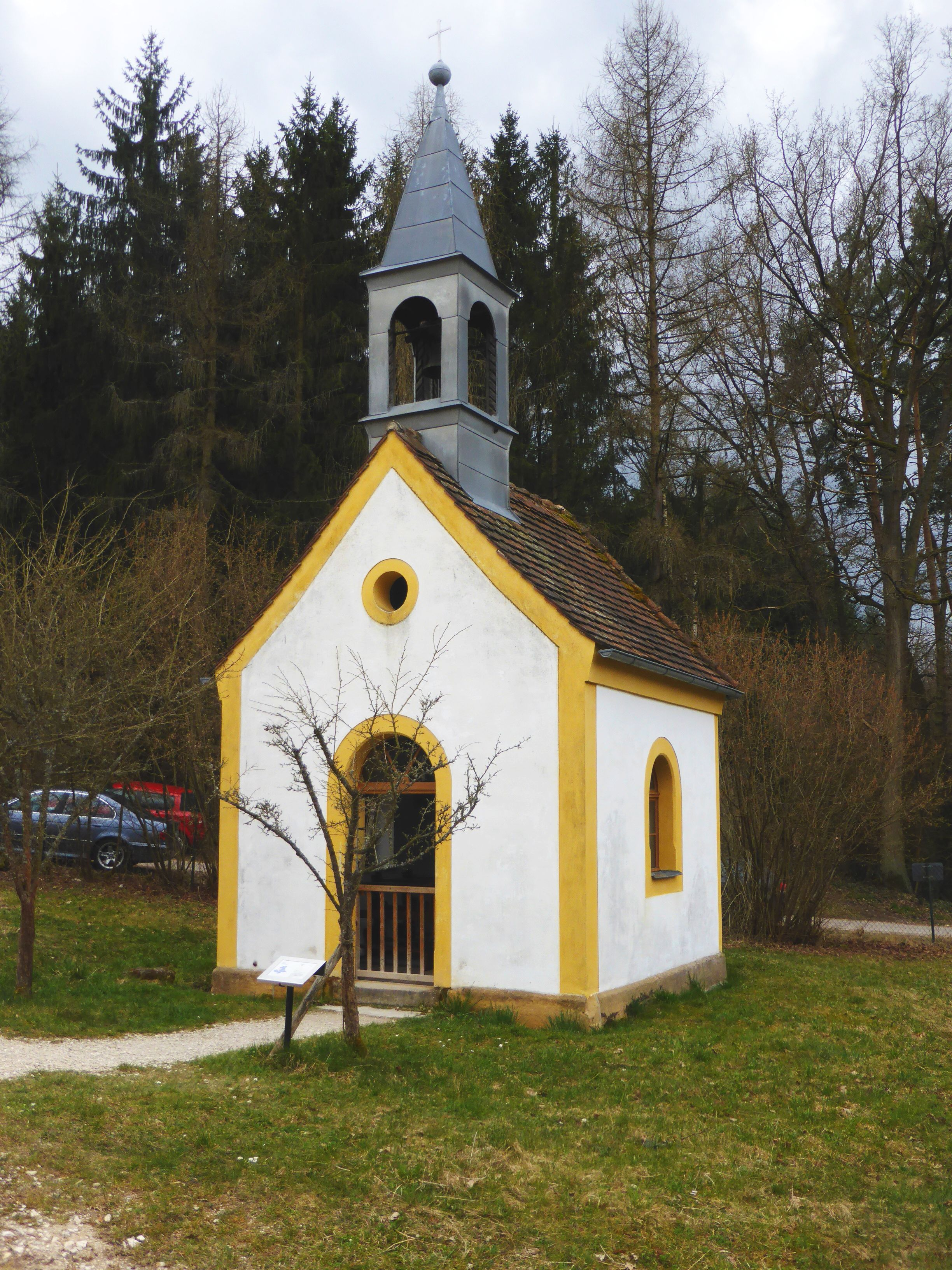
Freilandmuseum: Kapelle Hirschau

Etwa 500 Meter nordöstlich von Neusath befindet sich der Eingang zum Freilandmuseum Oberpfalz. In diesem Museum ist auf einem hügeligen, 30 Hektar großen Gebiet von ungefähr einem Kilometer Länge und 200 bis 400 Metern Breite das bäuerliche Leben in der Oberpfälzer Vergangenheit dargestellt. Historische Bauernhäuser und Werkstätten wurden originalgetreu aufgebaut und werden teilweise nach historischen Vorbildern bewirtschaftet. Verschiedene Tiere, die für die Landwirtschaft vergangener Zeiten typisch waren, beleben die Szenerie. Drei Kilometer westlich von diesem Gebiet befindet sich im Edelmannshof in Perschen eine Außenstelle des Museums.
Ende August/Anfang September veranstaltet der Pferdezuchtverband Niederbayern/Oberpfalz auf dem Museumsgelände jährlich den Neusather Rosstag mit Sternritt, Pferderassenschau, Feldgottesdienst, Pferdesegnung, Ponyreiten für Kinder, Kutschfahrten und verschiedene Vorführungen.
In Neusath befindet sich ein Schloss aus dem 17. bis 19. Jahrhundert mit einer der Heiligen Dreifaltigkeit geweihten Schlosskapelle.
Östlich von Neusath gibt es einen Kreuzweg mit Kalvarienbergkapelle aus dem 19. Jahrhundert.
Siehe auch: Liste der Baudenkmäler in Nabburg#Neusath